# 国民協成同進会
国民協成同進会は大韓帝国末期の1910年に一進会の日韓併合請願に賛成しながら結成された団体である。略して協成同進会とも呼んだ。
国民協成同進会は国民協成進歩会と密接な関連がある。国民協成進歩会が一進会の合邦請願を支持して世論の叱咤を受けるようになると、これを免れるために類似団体として組職されたからだ。国民協成進歩会結成に続いて1910年3月27日に結成された。
発起人は大韓帝国軍人出身で伊藤公頌徳碑建議所を発起した趙悳夏（조덕하）など5人だったが、この中の一人である정호면が言論を通じて自分は発起人ではないと明らかにする騒動があった。
国民協成同志会は総裁に領議政を勤めた前職高官閔泳奎（민영규）を推戴して役員陣にも高位官僚たちが櫛比して人目を引いた。しかし閔泳奎は国民協成同進会の結成翌日に前判書の李正魯（이정로）に文を送って元老たちの名前が盗用されていると非難して総裁職受諾を拒否した。閔泳奎だけでなく副総裁に推戴された宗親李載克（이재극）、会長に推薦された李正魯も事前に何も論議がなかったと皆拒否したし、特別賛成員の中にも離脱者が出るなど名前盗用事態が相次いだ。
問題が大きくなると李正魯は、国民協成同進会々長である自分名義で日本の朝鮮問題同志会という団体に文を送った事は、一進会と一進会機関紙「国民新報」が作った事だ、と解明した。この発言に反発した国民協成同進会は李正魯を相手に損害賠償裁判を請求して日本人弁護士を選任した。
合邦賛成の世論を起こそうとする一進会の支援を受けた団体だと思われるが、主旨とは違い2ヶ月の間役員たちの名前の盗用問題について争いだけ行き来して解体されて、特別な活動ができなかった。

## 参考資料
- 친일인명사전편찬위원회 （2004年12月27日）. 《일제협력단체사전 - 국내 중앙편》. 서울: 민족문제연구소. ISBN 8995330724